# قلیچ قشلاقی
قلج قشلاقی یک روستا در ایران است که در دهستان گرده واقع شده‌است. قلج قشلاقی ۶۹ نفر جمعیت دارد.